# Пеперуга
Пеперуга (болг. Пеперуда, Перка, півд-слов. Перперуна, пол. Дзідзілеля) — богиня рослинності у давніх слов'ян.